# 国有重点大型企业监事会
国有重点大型企业监事会，是中华人民共和国国务院已撤销的派出机构，是国务院向国有重点大型企业派出的监督机构。

## 沿革
1998年，中华人民共和国国务院决定向国有大型企业派出稽查特派员，对各国有大型企业的资产运营及财务状况实施监督，21名副部级以上干部成为第一批稽查特派员。2000年，根据中共十五届四中全会决议和修改后的《中华人民共和国公司法》，国务院通过了《国有企业监事会暂行条例》，决定在稽查特派员工作的基础上，向国有重点大型企业派出国有重点大型企业监事会。监事会主席由副部级国家工作人员专职担任，由国务院任命。每位监事会主席分管1个办事处（1位正局级专职监事担任办事处主任），负责监督3至5家国有重点大型企业。2000年8月，第一批36名国有重点大型企业监事会主席由国务院任命通过，被派到中央管理的100家国有重点大型企业。2000年下半年至2001年，国务院又先后任命多名监事会主席。2001年9月任命的6位监事会主席到任后，监事会主席的人数已达到50余人。首批监事会主席主要由原稽查特派员转任，其他来自当时被撤销的国家经贸委管理的国家局的干部，及部分地方人民政府干部和中央企业干部。
2000年2月1日国务院第26次常务会议通过，2000年3月15日中华人民共和国国务院令第283号发布施行《国有企业监事会暂行条例》。
2003年，国务院国有资产监督管理委员会（国务院国资委）组建，国务院国资委下设监事会工作局（国有企业监事会工作办公室）；国有重点大型企业监事会工作交由国务院国资委负责，纳入国务院国资委监管体系。此后，除2004年增补季晓南、李盛林为国有重点大型企业监事会主席，直至2009年初，监事会主席保持稳定，未增加新人（2007年底，刘学良复任国有重点大型企业监事会主席）。其间有部分监事会主席调离或到龄离任，监事会主席总人数下降。2015年吕黄生到龄离任，首批监事会主席中惟一在任者是2001年起任职的徐良。
2003年5月13日国务院第8次常务会议通过，2003年5月27日中华人民共和国国务院令第378号公布施行《企业国有资产监督管理暂行条例》，其中第三十四条规定“国务院国有资产监督管理机构代表国务院向其所出资企业中的国有独资企业、国有独资公司派出监事会。监事会的组成、职权、行为规范等，依照《国有企业监事会暂行条例》的规定执行。”
2006年9月28日国务院国资委印发《关于加强和改进国有企业监事会工作的若干意见》（国资发监督〔2006〕174号）。
2009年后，监事会主席加速更换。2009年3月、2010年4月，国务院分别一次性任命11位、9位监事会主席。2015年，季晓南、刘怡等十多位监事会主席作为副组长参加中央巡视组在中央企业的巡视工作。2009年以来上任的监事会主席中，仅有一部分是副部级调任，大部分是从厅局级干部提拔。
2018年3月17日第十三届全国人民代表大会第一次会议通过《第十三届全国人民代表大会第一次会议
关于国务院机构改革方案的决定》，批准《国务院机构改革方案》。方案规定：“优化审计署职责。将国家发展和改革委员会的重大项目稽察、财政部的中央预算执行情况和其他财政收支情况的监督检查、国务院国有资产监督管理委员会的国有企业领导干部经济责任审计和国有重点大型企业监事会的职责划入审计署，构建统一高效审计监督体系。不再设立国有重点大型企业监事会。”
2018年9月13日，中共中央办公厅、国务院办公厅印发《中共中央办公厅、国务院办公厅关于调整国务院国有资产监督管理委员会职责机构编制的通知》，决定“国务院国有资产监督管理委员会国有企业领导干部经济责任审计职责和国有重点大型企业监事会职责划入审计署，不再保留监督一局（国有企业监事会工作办公室），核减行政编制26名、司局级领导职数3名。不再设立国有重点大型企业监事会和国有重点大型企业监事会主席。”“将国有重点大型企业监事会330名行政编制和70名司局级领导职数划入审计署派出审计局，其中28名编制暂由国务院国有资产监督管理委员会继续使用，专项用于原监事会主席及秘书，随着原监事会主席退休或转岗，逐年核减国务院国有资产监督管理委员会使用的编制，相应交还给审计署派出审计局使用。届时秘书工作安排问题原则上由国务院国有资产监督管理委员会、审计署协商解决。”

## 职责
根据《国有企业监事会暂行条例》第五条，国有企业监事会履行下列职责：
1. 检查企业贯彻执行有关法律、行政法规和规章制度的情况；
2. 检查企业财务，查阅企业的财务会计资料及与企业经营管理活动有关的其他资料，验证企业财务会计报告的真实性、合法性；
3. 检查企业的经营效益、利润分配、国有资产保值增值、资产运营等情况；
4. 检查企业负责人的经营行为，并对其经营管理业绩进行评价，提出奖惩、任免建议。

## 机构设置
根据有关规定，国有重点大型企业监事会设置下列机构：
- 第01办事处
- 第02办事处
- 第03办事处
- 第04办事处
- 第05办事处
- 第06办事处
- 第07办事处
- 第08办事处
- 第09办事处
- 第10办事处
- 第11办事处
- 第12办事处
- 第13办事处
- 第14办事处
- 第15办事处
- 第16办事处
- 第17办事处
- 第18办事处
- 第19办事处
- 第20办事处
- 第21办事处
- 第22办事处
- 第23办事处
- 第24办事处
- 第25办事处
- 第26办事处
- 第27办事处
- 第28办事处
- 第29办事处
- 第30办事处
- 第31办事处
- 第32办事处
- 第33办事处
- 第34办事处
- 第35办事处
- 第36办事处
- 第37办事处
- 第38办事处
- 第39办事处
- 第40办事处
- 第41办事处
- 第42办事处
- 第43办事处
- 第44办事处
- 第45办事处
- 第46办事处
- 第47办事处
- 第48办事处
- 第49办事处
- 第50办事处
- 第51办事处
- 第52办事处
- 第53办事处
- 第54办事处
- 第55办事处
- 第56办事处
- 第57办事处
- 第58办事处

## 历任主席
每位国有重点大型企业监事会主席分管一个办事处。以下是历任国有重点大型企业监事会主席：
- 陆江（2000年8月－2003年1月2日，分管第01办事处）[11][12][13]
- 阎敦实（2000年8月－2003年1月2日，分管第02办事处）[11][13]
- 余志华（2000年8月－2003年1月2日，分管第03办事处）[11][13]
- 张永一（2000年8月－2003年1月2日，分管第04办事处）[11][13]
- 李士忠（2000年8月－2003年1月2日，分管第05办事处）[11][13]
- 陈顺恒（2000年8月－2003年1月2日，分管第06办事处）[11][13]
- 李志民（2000年8月－2003年1月2日，分管第07办事处）[11][13]
- 刘于鹤（2000年8月－2003年1月2日，分管第08办事处）[11][13]
- 白拜尔（2000年8月－2003年1月2日，分管第09办事处）[11][13]
- 应文华（2000年8月－2003年1月2日，分管第10办事处）[11][13]
- 丁贵明（2000年8月－2003年1月2日，分管第11办事处）[11][13]
- 刘济民（2000年8月－2003年1月2日，分管第12办事处）[11][13]
- 钟咏三（2000年8月－2003年1月2日，分管第13办事处）[11][13]
- 白文庆（2000年8月－2003年1月2日，分管第14办事处）[11][13]
- 张顺昌（2000年8月－2005年12月31日，分管第15办事处）[11][14]
- 韩锡正（2000年8月－2007年6月21日，分管第16办事处）[11][15]
- 朱蕤（2000年8月－2005年12月31日，分管第17办事处）[11][14]
- 孟宪刚（2000年8月－2004年5月28日，分管第18办事处）[11][16]
- 刘长琨（2000年8月－2004年11月8日，分管第19办事处）[11][17]
- 牛越生（2000年8月－2011年10月22日，分管第20办事处，后改分管第01办事处）[11][18][19]
- 陈效达（2000年8月－2010年4月27日，分管第21办事处，后改分管第04办事处）[11][20][21][22]
- 倪小庭（2000年8月－2010年4月27日，分管第22办事处，后改分管第03办事处）[11][20][23]
- 解思忠（2000年8月－2009年7月14日，分管第23办事处）[11][24][25]
- 张英惠（2000年8月－2006年11月21日，分管第24办事处）[11][26]
- 路耀华（2000年8月－2010年4月27日，分管第25办事处，后改分管第04办事处）[11][20][27][28]
- 马忠智（2000年8月－2007年4月3日，分管第26办事处）[11][29]
- 曹光佑（2000年8月－2008年12月17日，分管第27办事处）[11][30]
- 翟立功（2000年11月－2010年4月27日，分管第14办事处，后改分管第09办事处）[20][31][32]
- 高怀忠（2000年11月－2010年4月27日，分管第44办事处）[20][33]
- 闫克庆（2000年11月－2014年6月2日，分管第50办事处，后改分管第12办事处）[34][35][36]
- 姜增伟（2000年11月－2005年10月2日）[37][38]
- 刘学良（2000年11月－2004年10月10日，分管第46办事处；2007年12月24日－2014年6月2日，分管第11办事处）[39][40][34][41][42]
- 童安炎（2000年11月－2008年8月23日，分管第42办事处）[43]
- 丹笑山（2000年12月－2013年4月26日，分管第39办事处，后改分管第26办事处）[44][45][46]
- 焦亿安（2000年12月－2007年6月15日）[15]
- 吴天林（2000年－2009年4月1日）[47][48]
- 段瑞春（2000年－2006年4月27日）[49]
- 姜均露（？－2006年4月27日）[50][49]
- 朱焘（？－2006年11月21日，分管第28办事处）[26][27]
- 郭声琨（2000年6月－2001年2月）[1][51]
- 单亦和（2000年－2001年9月27日）[1][52]
- 王天凯（2000年－2003年1月2日）[53][13][1]
- 谢钟毓（2000年6月－2006年12月30日）[54][55][56]
- 陈全训（2000年6月－2007年12月19日，分管第11办事处）[57][40][58]
- 何家成（2000年－2009年9月15日，分管第58办事处）[59][27]
- 乔龙德（2000年6月－2010年4月27日，分管第42办事处，后改分管第06办事处）[60][20][61][62]
- 赵喜子（2001年初－2007年8月9日，分管第29办事处）[63][64][65]
- 朱明暹（2001年6月13日－2006年9月8日）[52][66]
- 韩修国（2001年9月27日－2009年3月4日，分管第31办事处）[52][67][68]
- 徐良（2001年9月27日－2016年1月17日，分管第36办事处，后改分管第26办事处）[52][69][70]
- 范有年（2001年9月27日－2007年9月8日，分管第54办事处）[52][71][27]
- 孙广运（2001年9月27日－2008年12月17日，分管第55办事处）[52][72][27]
- 赵国华（2001年9月27日－2008年7月9日，分管第56办事处）[52][73]
- 师金泉（2001年9月27日－2010年4月27日，分管第57办事处）[20][52][74]
- 贾成炳（？－2005年9月4日，分管第30办事处）[75][76][77]
- 孔令鉴（？－2009年3月4日）[78][67]
- 钱桂敬（？－2009年3月4日，分管第51办事处）[67][79][27]
- 崔世安（？－2010年12月13日，分管第38办事处，后改分管第07办事处）[80][81][44]
- 吕黄生（？－2015年1月31日，分管第08办事处）[82][83]
- 季晓南（2004年11月8日－2017年4月5日，分管第14办事处）[17][84]
- 李盛林（2004年11月8日－2008年2月1日病逝，分管第18办事处）[17]
- 刘怡（2009年3月4日－2016年5月13日，分管第15办事处）[67][85]
- 李克（2009年3月4日－2018年1月28日，分管第16办事处）[67][86]
- 寻寰中（2009年3月4日－2017年4月5日，分管第17办事处）[67][84]
- 董树奎（2009年3月4日－2018年3月，分管第18办事处）[67]
- 李东序（2009年3月4日－2018年1月28日，分管第19办事处）[67][86]
- 杨坚（2009年3月4日－2018年3月，分管第20办事处）[67]
- 刘东生（2009年3月4日－2010年，分管第21办事处）[67][87]
- 熊志军（2009年3月4日－2016年1月17日，分管第22办事处）[67][69]
- 武保忠（2009年3月4日－2016年5月13日，分管第23办事处）[67][85]
- 王寿君（2009年3月4日－2012年10月15日，分管第24办事处）[67][88]
- 罗汉（2009年3月4日－2016年9月2日，分管第25办事处）[67][89]
- 孙来燕（2010年4月27日－2018年3月，分管第02办事处）[20]
- 石大华（2010年4月27日－2014年11月6日，分管第03办事处）[20][90]
- 国一民（2010年4月27日－2018年1月28日，分管第04办事处）[20][86]
- 潘良（2010年4月27日－2018年3月，分管第05办事处）[20]
- 马力强（2010年4月27日－2016年3月9日，分管第06办事处）[20][91]
- 李萍（2010年4月27日－2018年3月，分管第09办事处）[20]
- 李志群（2010年4月27日－2018年3月，分管第10办事处）[20]
- 张德霖（2010年4月27日－2012年2月12日，分管第21办事处）[20][92]
- 时希平（2010年12月13日－2015年10月20日，分管第07办事处）[80][93]
- 郜风涛（2012年2月12日－2018年3月，分管第01办事处）[92]
- 穆占英（2012年10月15日－2018年3月，分管第24办事处）[88]
- 赵小平（2012年10月15日－2018年1月28日，分管第13办事处）[88][86]
- 刘顺达（2012年10月15日－2018年3月，分管第27办事处）[88]
- 李兵（2012年10月15日－2018年3月，分管第21办事处）[88]
- 李继平（2013年4月26日－2018年3月，分管第11办事处）[45]
- 张玉斌（2014年6月2日－2015年3月30日，分管第12办事处）[34][94]
- 杜渊泉（2014年7月8日－2018年3月，分管第29办事处）[95]
- 熊维平（2014年11月6日－2018年3月，分管第03办事处）[90]
- 李克明（2015年1月31日－2018年3月，分管第08办事处）[82]
- 赵华林（2015年8月12日－2018年3月，分管第12办事处）[96]
- 骆玉林（2015年11月26日－2018年3月，分管第07办事处）[97]

国务院国有资产监督管理委员会副部长级干部
- 潘良（2018年3月－）
- 李志群（2018年3月－）
- 郜风涛（2018年3月－）
- 李兵（2018年3月－）
- 李继平（2018年3月－）
- 杜渊泉（2018年3月－）
- 熊维平（2018年3月－）
- 李克明（2018年3月－）
- 赵华林（2018年3月－）
- 骆玉林（2018年3月－）